# Erupa discordella
Erupa discordella is een vlinder uit de familie van de grasmotten (Crambidae). De wetenschappelijke naam van de soort is voor het eerst gepubliceerd in 1913 door William Schaus.
De soort komt voor in Costa Rica.